# 拉马克斯
拉马克斯（法語：La Maxe，法語發音：[la maks]）是法国摩泽尔省的一个市镇，属于梅斯区。

## 地理
拉马克斯（49°10'7"N, 6°11'20"E）面积7.55 平方千米，位于法国大東部大區摩泽尔省，该省份为法国东北部内陆省份，是洛林的一部分，西南接默尔特-摩泽尔省，东临下莱茵省，北与卢森堡和德国接壤。
与拉马克斯接壤的市镇（或旧市镇、城区）包括：阿尔冈西、雪勒、马尔鲁瓦、梅斯、圣于连莱梅斯、瓦皮。

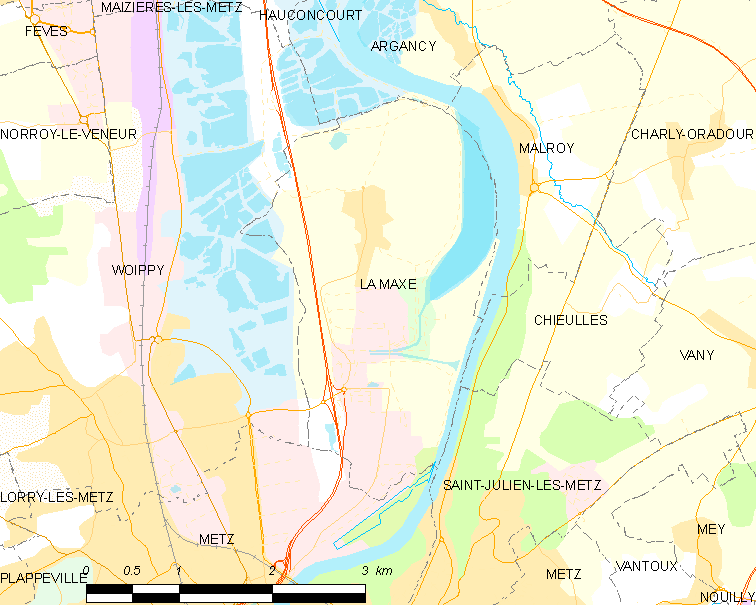
拉马克斯的OSM定位图

拉马克斯的时区为UTC+01:00、UTC+02:00（夏令时）。

## 行政
拉马克斯的邮政编码为57140，INSEE市镇编码为57452。

## 政治
拉马克斯所属的省级选区为摩泽尔走廊县。

## 人口

1962-2008年间拉马克斯人口变化图示

拉马克斯于2022年1月1日时的人口数量为1058人。